# Protonemura scutigera
Protonemura scutigera är en bäcksländeart som beskrevs av Douglas E. Kimmins 1950. Protonemura scutigera ingår i släktet Protonemura och familjen kryssbäcksländor. Inga underarter finns listade i Catalogue of Life.